# Liste der Brücken über die Julia
Die Liste der Brücken über die Julia enthält die Übergänge der Julia von der Quelle oberhalb des Julierpasses bis zur Mündung bei Tiefencastel in die Albula.

## Brückenliste
44 Übergänge überqueren den Fluss: 32 Strassenbrücken, neun Fussgängerstege, zwei Rohrbrücken und eine befahr- und begehbare Staumauerkrone.

### Bivio
19 Brücken überspannen den Fluss in der italienischsprachigen Ortschaft.
| Bild | Name                                | Ort   | Lage | Funktion                                                                  | Konstruktion      | Material   | Länge in m | Höhe m ü. M. | Bemerkungen |
| ---- | ----------------------------------- | ----- | ---- | ------------------------------------------------------------------------- | ----------------- | ---------- | ---------- | ------------ | --- |
|      | Unbenannter Steg                    | Bivio |      | Fussgängerbrücke                                                          | Balkenbrücke      | Holz       | 6          | 2426         | |
|      | Unbenannter Steg                    | Bivio |      | Fussgängerbrücke                                                          | Balkenbrücke      | Holz       | 8          | 2203         | |
|      | Unbenannter Steg                    | Bivio |      | Fussgängerbrücke                                                          | Balkenbrücke      | Holz       | 8          | 2183         | Bergwanderweg Zufahrt zur Alp Surgonda |
|      | Unbenannte Brücke                   | Bivio |      | Strassenbrücke (einspurig) mit Rohrleitung an der Brückenseite            | Balkenbrücke      | Beton      | 10         | 2152         | |
|      | Unbenannter Steg                    | Bivio |      | Fussgängerbrücke                                                          | Balkenbrücke      | Holz       | 8          | 2068         | Bergwanderweg |
|      | Unbenannte Brücke                   | Bivio |      | Strassenbrücke (einspurig)                                                | Balkenbrücke      | Beton      | 25         | 2044         | Brücke mit Holzgeländer und Metallschranke Bergwanderweg |
|      | Unbenannter Steg                    | Bivio |      | Fussgängerbrücke                                                          | Balkenbrücke      | Holz       | 6          | 2023         | |
|      | Unbenannte Brücke                   | Bivio |      | Strassenbrücke (einspurig)                                                | Balkenbrücke      | Beton      | 8          | 1906         | Zufahrt zu den Gebäuden Böggia 751 und Böggia 752. |
|      | Julierstrasse-Übergang              | Bivio |      | Strassenbrücke (zweispurig)                                               | Bachdurchlass     | Beton      | 10         | 1895         | Höchstgeschwindigkeit 80 km/h PostAuto-Buslinie 182 (Chur – Lenzerheide – Bivio – Julier – St. Moritz – (Julierpass-Linie))                                                                                   |
|      | Unbenannte Brücke                   | Bivio |      | Strassenbrücke (einspurig)                                                | Balkenbrücke      | Beton      | 10         | 1877         | Zufahrt zum Gebäude Mot 736. |
|      | Unbenannte Brücke                   | Bivio |      | Feldwegbrücke                                                             | Balkenbrücke      | Holz       | 8          | 1848         | Gebaut 2005 Winterwandern-Route 341 Roccabella (Bivio–Bivio) |
|      | Unbenannter Steg                    | Bivio |      | Fussgängerbrücke                                                          | Balkenbrücke      | Holz       | 10         | 1838         | Bergwanderweg |
|      | Crappa Bassa-Brücke (Julierstrasse) | Bivio |      | Strassenbrücke (zweispurig)                                               | Stein-Bogenbrücke | Stein      | 30         | 1800         | Historische Steinbogenbrücke mit Metallgeländer, gebaut 1858, später verbreitert. Höchstgeschwindigkeit 80 km/h PostAuto-Buslinie 182 (Chur – Lenzerheide – Bivio – Julier – St. Moritz – (Julierpass-Linie)) |
|      | Unbenannte Brücke                   | Bivio |      | Strassenbrücke (einspurig)                                                | Balkenbrücke      | Holz       | 17         | 1772         | Höchstgeschwindigkeit 50 km/h, Höchstgewicht 24 t Winterwandern-Route 341 Roccabella (Bivio–Bivio) Langlaufen-Route 273 Gravellla Loipe (Bivio–Bivio) Bergwanderweg                                           |
|      | Unbenannter Steg                    | Bivio |      | Fussgängerbrücke                                                          | Fachwerkbrücke    | Holz       | 20         | 1769         | |
|      | Unbenannte Brücke                   | Bivio |      | Strassenbrücke (zweispurig)                                               | Balkenbrücke      | Holz       | 20         | 1767         | Höchstgeschwindigkeit 50 km/h |
|      | Unbenannte Brücke                   | Bivio |      | Strassenbrücke (einspurig) mit Wasserrohrleitungen unterhalb der Fahrbahn | Balkenbrücke      | Beton      | 18         | 1766         | Mountainbikeland-Route 1 Alpine Bike (Etappe 5 Bivio–Tiefencastel) Wanderland-Route 25 Senda Segantini (Etappe 1 Savognin–Bivio) und Route 64 ViaSett (Etappe 4 Savognin–Bivio)                               |
|      | Unbenannter Steg                    | Bivio |      | Fussgängerbrücke                                                          | Balkenbrücke      | Beton Holz | 18         | 1763         | Brücke auf Betonflusspfeiler Bergwanderweg |
|      | Unbenannte Brücke                   | Bivio |      | Strassenbrücke (einspurig)                                                | Balkenbrücke      | Holz       | 20         | 1713         | Fahrverbot für Motorwagen, Motorräder und Motorfahrräder: Ausgenommen Fahrten gemäss Art 2 + 3 des Reglements der Gemeinde Bivio Bergwanderweg Zufahrt zur Stalveder Siedlung                                 |

### Marmorera,SurundMulegns
9 Brücken und ein Staumauerübergang überspannen den Fluss im oberen Oberhalbstein.
| Bild | Name                                        | Ort           | Lage | Funktion                                                             | Konstruktion      | Material | Länge in m | Höhe m ü. M. | Bemerkungen |
| ---- | ------------------------------------------- | ------------- | ---- | -------------------------------------------------------------------- | ----------------- | -------- | ---------- | ------------ | --- |
|      | Punt da Marmorera-Brücke («Justiziabrücke») | Marmorera     |      | Strassenbrücke (zweispurig) mit Trottoirs                            | Balkenbrücke      | Beton    | 50         | 1685         | Die Brücke auf Flusspfeilern wurde 1958 erstellt. Höchstgeschwindigkeit 80 km/h PostAuto-Buslinie 182 (Chur – Lenzerheide – Bivio – Julier – St. Moritz – (Julierpass-Linie)) Bergwanderweg                                                                                          |
|      | Marmorera Staumauer-Übergang                | Marmorera     |      | Werkstrasse mit Fussweg auf Mauerkrone                               | Talsperre         | Beton    | 400        | 1684         | Talsperre Lai da Marmorera, gebaut 1954 Allgemeines Fahrverbot: Amtsverbot, das Führen und Abstellen von Fahrzeugen aller Art ist für Unbefugte verboten Bergwanderweg |
|      | Veia Scalotta-Brücke                        | Marmorera     |      | Strassenbrücke (einspurig) mit Wasserrohrleitung an der Brückenseite | Balkenbrücke      | Beton    | 24         | 1586         | Brücke mit zwei Flusspfeilern Sackgasse |
|      | Punt da Furnatsch-Brücke (Julierstrasse)    | Sur-Furnatsch |      | Strassenbrücke (zweispurig) mit Trottoir                             | Stein-Bogenbrücke | Stein    | 30         | 1515         | Historische Steinbogenbrücke, gebaut 1935–1940, ersetzte gedeckte Holzbrücke von 1836. Höchstgeschwindigkeit 80 km/h PostAuto-Buslinie 182 (Chur – Lenzerheide – Bivio – Julier – St. Moritz – (Julierpass-Linie)) Mountainbikeland-Route 660 Die verflixte Tour (Savognin–Savognin) |
|      | Veia d'igls Ers-Brücke                      | Mulegns       |      | Feldwegbrücke                                                        | Balkenbrücke      | Beton    | 12         | 1464         | Wanderland-Route 35 Walserweg Graubünden (Etappe 10 Juf–Alp Flix) |
|      | Veia Lavadotg-Brücke                        | Mulegns       |      | Strassenbrücke (einspurig) mit Rohrleitungen an der Brückenseite     | Balkenbrücke      | Beton    | 10         | 1448         | Brücke auf Flusspfeiler Höchstgewicht 8 t |
|      | Veia da Tgapeter-Brücke                     | Mulegns       |      | Strassenbrücke (einspurig)                                           | Balkenbrücke      | Beton    | 20         | 1436         | Brücke auf Flusspfeiler Fahrverbot für Motorwagen, Motorräder und Motorfahrräder: Anstösser gestattet |
|      | Unbenannte Brücke                           | Mulegns       |      | Feldwegbrücke                                                        | Balkenbrücke      | Holz     | 10         | 1424         | Langlaufen-Route 271 Sursetter Loipe (Savognin–Savognin) |
|      | Unbenannte Brücke                           | Mulegns       |      | Feldwegbrücke                                                        | Balkenbrücke      | Holz     | 10         | 1420         | Brücke mit beidseitigen Metallpoller Langlaufen-Route 271 Sursetter Loipe (Savognin–Savognin) |
|      | Julierstrasse-Brücke                        | Mulegns       |      | Strassenbrücke (zweispurig)                                          | Balkenbrücke      | Beton    | 100        | 1417         | Höchstgeschwindigkeit 80 km/h PostAuto-Buslinie 182 (Chur – Lenzerheide – Bivio – Julier – St. Moritz – (Julierpass-Linie)) Mountainbikeland-Route 660 Die verflixte Tour (Savognin–Savognin)                                                                                        |

### Rona,Tinizong,SavogninundCunter
13 Brücken überspannen den Fluss im unteren Oberhalbstein.
| Bild | Name                             | Ort      | Lage | Funktion                                 | Konstruktion      | Material   | Länge in m | Höhe m ü. M. | Bemerkungen |
| ---- | -------------------------------- | -------- | ---- | ---------------------------------------- | ----------------- | ---------- | ---------- | ------------ | --- |
|      | Rieven-Brücke                    | Rona     |      | Strassenbrücke (einspurig)               | Balkenbrücke      | Beton      | 20         | 1409         | Mountainbikeland-Route 1 Alpine Bike (Etappe 5 Bivio–Tiefencastel), Route 660 Die verflixte Tour (Savognin–Savognin) und Route 661 Römer Trail (Savognin–Savognin) |
|      | Unbenannte Brücke                | Rona     |      | Strassenbrücke (einspurig)               | Balkenbrücke      | Beton      | 15         | 1407         | Zufahrt zum Restaurant Dalla Punt |
|      | Unbenannte Brücke                | Tinizong |      | Strassenbrücke (einspurig)               | Balkenbrücke      | Beton      | 25         | 1210         | Fahrverbot für Motorwagen und Motorräder: Ausgenommen land- und forstwirtschaftliche Fahrten Mountainbikeland-Route 1 Alpine Bike (Etappe 5 Bivio–Tiefencastel), Route 660 Die verflixte Tour (Savognin–Savognin) und Route 661 Römer Trail (Savognin–Savognin) |
|      | Unbenannte Brücke                | Tinizong |      | Strassenbrücke (einspurig)               | Balkenbrücke      | Beton      | 25         | 1201         | Fahrverbot für Motorwagen und Motorräder: Ausgenommen land- und forstwirtschaftliche Fahrten Mountainbikeland-Route 1 Alpine Bike (Etappe 5 Bivio–Tiefencastel), Route 660 Die verflixte Tour (Savognin–Savognin) und Route 661 Römer Trail (Savognin–Savognin) Zufahrt zum Wasserkraftwerk Tinizong                                                                       |
|      | Punt Mulegn-Brücke               | Savognin |      | Feldwegbrücke                            | Balkenbrücke      | Beton Holz | 22         | 1172         | Brücke auf Betonflusspfeiler |
|      | Milchpipeline-Brücke             | Savognin |      | Rohrleitungsbrücke                       | Balkenbrücke      | Stahl      | 25         | 1172         | Rohrbrücke mit Kuh- und Milchkannenskulpturen auf dem Übergang Die Leitung transportiert die Milch von den Alpen Tarvisch und Nadalas zur Bergkäserei in Savognin, sie hat einen Durchmesser von 17 mm. |
|      | Juliabrücke Sot Curt (Punt Crap) | Savognin |      | Strassenbrücke (einspurig)               | Stein-Bogenbrücke | Stein      | 25         | 1173         | Historische steinerne Doppelbogenbrücke mit Mittelpfeiler, gebaut 1682, saniert 2015. Höchstgewicht 3,5 t Mountainbikeland-Route 660 Die verflixte Tour (Savognin–Savognin) und Route 663 Giovanni’s Paradies (Savognin–Savognin) |
|      | Punt Barnagn-Brücke              | Savognin |      | Strassenbrücke (zweispurig) mit Trottoir | Balkenbrücke      | Beton      | 55         | 1164         | Brücke mit rundem Mittelpfeiler Höchstgeschwindigkeit 50 km/h PostAuto-Buslinie 582 (Savognin, posta – Pendicularas – Savognin, posta (Sportbus Savognin)) Mountainbikeland-Route 1 Alpine Bike (Etappe 5 Bivio–Tiefencastel), Route 650 Heavens Door (Savognin–Savognin) und Route 657 Viva La Grischa (Savognin–Savognin) Zufahrt zur Talstation der Savognin Bergbahnen |
|      | Unbenannter Steg                 | Savognin |      | Fussgängerbrücke                         | Balkenbrücke      | Holz       | 30         | 1160         | Brücke mit Mittelpfeiler, gebaut 1998 von der WK Seilbahn Kp III/27. Allgemeines Fahrverbot: Im ganzen Seeareal |
|      | Unbenannte Brücke                | Savognin |      | Feldwegbrücke                            | Balkenbrücke      | Beton Holz | 28         | 1150         | Brücke auf zwei Betonflusspfeilern, gebaut 2014 während eines Baukurses für Forstwart-Lernende. Mountainbikeland-Route 1 Alpine Bike (Etappe 5 Bivio–Tiefencastel) Wanderland-Route 64 ViaSett (Etappe 3 Tiefencastel–Savognin) |
|      | Cunterstrasse-Brücke             | Cunter   |      | Strassenbrücke (zweispurig) 720.17       | Balkenbrücke      | Beton      | 40         | 1134         | Höchstgeschwindigkeit 80 km/h Mountainbikeland-Route 650 Heavens Door (Savognin–Savognin) und Route 657 Viva La Grischa (Savognin–Savognin) PostAuto-Buslinie 581 (Savognin – Parsonz –Salouf – Stierva) |
|      | Rohrleitungsbrücke               | Cunter   |      | Rohrleitungsbrücke                       | Balkenbrücke      | Stahl      | 15         | 1133         | |
|      | Stauwehr Burvagn-Brücke          | Cunter   |      | Strassenbrücke (einspurig)               | Balkenbrücke      | Beton      | 50         | 1116         | Höchstgewicht 16 t Bergwanderweg |

### Tiefencastel
2 Brücken überspannen den Fluss in diesem Ort der Gemeinde Albula/Alvra.
| Bild | Name                             | Ort          | Lage | Funktion                                        | Konstruktion      | Material    | Länge in m | Höhe m ü. M. | Bemerkungen |
| ---- | -------------------------------- | ------------ | ---- | ----------------------------------------------- | ----------------- | ----------- | ---------- | ------------ | --- |
|      | Unbenannte Brücke                | Tiefencastel |      | Feldwegbrücke Rohrleitungsbrücke                | Balkenbrücke      | Beton       | 30         | 871          | Brücke mit Holzbalkenboden Höchstgewicht 3,5 t Unterhalb der Brücke führt eine Wasserrohrleitung von Tinizong zur Kraftwerkzentrale Tiefencastel Ost. |
|      | Punt Lenn-Brücke (Monserstrasse) | Tiefencastel |      | Strassenbrücke (zweispurig) mit Trottoir 720.17 | Stein-Bogenbrücke | Stein Beton | 40         | 854          | Höchstgeschwindigkeit 80 km/h Mountainbikeland-Route 242 Albulatour (Alvaneu Bad–Alvaneu Bad) PostAuto-Buslinie 573 (Tiefencastel – Stierva) Wanderland-Route 64 ViaSett (Etappe 3 Tiefencastel–Savognin) Die hydrometrische Messstation Julia - Tiefencastel (2418) vom Bundesamt für Umwelt (BAFU) befindet sich einige Meter flussabwärts auf der rechten Flussseite. |